# Diocesi di Sinnuara
La diocesi di Sinnuara (in latino Dioecesis Sinnuaritana) è una sede soppressa e sede titolare della Chiesa cattolica.

## Storia
Sinnuara, nell'odierna Tunisia, è un'antica sede episcopale della provincia romana dell'Africa Proconsolare, suffraganea dell'arcidiocesi di Cartagine.
Sono due i vescovi documentati di questa diocesi: il cattolico Stefano, che intervenne alla conferenza di Cartagine del 411, che vide riuniti assieme i vescovi cattolici e donatisti dell'Africa romana; in quell'occasione la sede non aveva vescovi donatisti; e il vescovo Paolo, che prese parte al sinodo riunito a Cartagine dal re vandalo Unerico nel 484, in seguito al quale venne esiliato.
Dal 1933 Sinnuara è annoverata tra le sedi vescovili titolari della Chiesa cattolica; dal 25 novembre 1985 il vescovo titolare è Felipe González González, O.F.M.Cap., già vicario apostolico di Caroní.

## Cronotassi

### Vescovi residenti
- Stefano † (menzionato nel 411)
- Paolo † (menzionato nel 484)

### Vescovi titolari
- Julio Xavier Labayen, O.C.D. † (26 luglio 1966 - 18 febbraio 1978 dimesso)
- Peter Kurongku † (15 novembre 1978 - 3 ottobre 1981 nominato arcivescovo di Port Moresby)
- Patras Yusaf † (19 dicembre 1981 - 20 ottobre 1984 nominato vescovo di Multan)
- Felipe González González, O.F.M.Cap., dal 25 novembre 1985